# 38 км (зупинний пункт, Донецька залізниця, Ясинуватський район)
38 км — пасажирська зупинна залізнична платформа Лиманської дирекції Донецької залізниці.
Розташована на південній околиці смт Верхньоторецьке, Покровський район, Донецької області. Платформа розташована на лінії Ясинувата — Костянтинівка між станціями Ясинувата (13 км) та Скотувата (1 км).
Через військові дії залізничний рух на даній ділянці припинено.